# Pat Elflein
Patrick Elflein, detto Pat (Pickerington, 6 luglio 1994), è un giocatore di football americano statunitense che milita nel ruolo di centro per i Carolina Panthers della National Football League (NFL). Scelto nel corso del terzo giro (70º assoluto) del Draft NFL 2017 dai Vikings, in precedenza aveva giocato a football per i Buckeyes dell'Università statale dell'Ohio.

## Carriera

### Minnesota Vikings
Considerato uno dei migliori centri selezionabili nel Draft NFL 2017, il 28 aprile Elflein venne selezionato dai Minnesota Vikings come 70º assoluto, nell'ambito del terzo giro, e firmò il suo primo contratto da professionista, un quadriennale da 3,34 milioni di dollari, il 30 maggio 2017.

### Carolina Panthers
Nel marzo del 2021 Elflein firmò con i Carolina Panthers un contratto triennale del valore di 11,5 milioni di dollari.

## Palmarès
- PFWA All-Rookie Team - 2017